# Pennard
Pennard est un village et une communauté dans le district de Swansea au pays de Galles.

## Histoire
Le village possède un ancien château aujourd’hui en ruine : le Château de Pennard